# CHRO
CHRO — загальновживана абревіатура для означення керівників:
- CHRO (англ. Chief Human resources officer) — керівник, який займається набором працівників та управлінням людськими ресурсами (HR) в організації.

## Опис посад
Посада Chief Human resources officer є складовою топ-менеджменту організації.